# Thérésia Cabarrus
Jeanne Marie Ignace Thérésia Cabarrus (31. července 1773 v Carabanchelu – 15. ledna 1835 na hradě Chimay v Belgii), známá jako „Madame Tallien“ nebo „Notre-Dame de Thermidor“ byla vlivná a známá kurtizána v období Francouzské revoluce.

## Životopis
Thérésia Cabarrus se narodila jako dcera španělského státního bankéře Françoise Cabarruse (1752–1810) z Bayonne a jeho manželky Marie Antonie Galabert Casanovy. V roce 1788 se Thérésia provdala za Jeana-Jacquese Devina (1762–1817), markýze de Fontenay, a poté se svým manželem odjela do Paříže. Pobývala na dvoře Ludvíka XVI. a se zájmem sledovala debaty Ústavodárného shromáždění v Tuilerijském paláci. Markýz de Fontenay opustil Francii v roce 1791 a připojil se k royalistickým emigrantům. V dubnu 1793 bylo Thérésiino manželství rozvedeno.
V dubnu 1793 se Thérésia vydala do Bordeaux a živila se tam liberálními divadelními představeními. Krátce nato byla jako bývalá markýza a rozená cizinka uvězněna. Za své propuštění vděčila poslanci Jeanu Lambertu Tallien. Thérésia se stala Tallienovou společnicí a ovlivnila ho, aby prosazoval umírněnou politiku. V květnu 1794 následovala Talliena z Bordeaux do Paříže, když byl odvolán z funkce a musel se zpovídat ze svého jednání před Výborem pro veřejné blaho. Thérésia byla po příjezdu do Paříže zatčena a odvezena do ženské věznice Petite-Force. Tam se setkala s Joséphine de Beauharnais.
Tallien chtěl za každou cenu zachránit život své milenky. Proto se přidal k Robespierrovým odpůrcům, mezi něž patřili Fouché, Barras, Carrier, Fréron, Billaud-Varenne a Collot d'Herbois. Po Thermidorském převratu (27. července 1794) byla Thérésia propuštěna z vězení a její obdivovatelé ji oslavovali jako „Notre-Dame de Thermidor“. Dne 26. prosince 1794 se Thérésia provdala za svého zachránce Talliena, ale společné manželství bylo celkem krátké. V březnu 1795 byl Tallien pověřen vstupem do Západní armády.
Madame Tallien, jak byla Thérésia nyní známá, získala značný vliv a spolu se svou přítelkyní Joséphine de Beauharnais určovala módu v novořeckém stylu. Thérésia a Joséphine nosily krátké a kudrnaté vlasy a odívaly se do průhledných látek střižených ve stylu antiky. Obě ženy chtěly uplatnit svůj vliv, sdílely lásku ke šperkům, hedvábí a krajkám a byly známé svou vstřícností a laskavostí. Tereziin dům na Champs-Élysées byl jedním z nejdůležitějších míst setkávání v pozdně revoluční Francii. Setkávali se tam zbohatlíci, bankéři, vojenští dodavatelé, vojenský personál, členové parlamentu, šlechtici Ancien régime a umělci. Ale kvůli své rozmařilosti a lehkovážnosti byla Thérésia lidmi opovrhována jako „královna Direktoria“.
Po několika krátkých aférách, mimo jiné s Lazarem Hochem a Napoleonem Bonapartem, se Thérésia stala milenkou Paula Barrase. Na podzim roku 1798 Barras přenechal Thérésii nově zbohatlému armádnímu dodavateli Gabrielu-Julienu Ouvrardovi (1770–1846), který ji luxusně ubytoval na zámku v Raincy.
Thérésia ztratila za konzulátu svůj vliv. V roce 1800 vydal markýz de Sade pornografické dílo: „Zoloé a její dvě společnice aneb Několik týdnů v životech tří krásných žen“, které bylo věnováno prvnímu francouzskému konzulovi, ale jím bylo chápáno jako pomluva Joséfinina vztahu s Thérésií. Bonaparte proto nechal markýze de Sade umístit do státní věznice Sainte-Pélagie. Také omezil Joséfině kontakt s Thérésií.
V dubnu 1802 bylo Thérésiino manželství s Tallien rozpuštěno a v srpnu 1805 se provdala za Françoise-Joseph-Philippe de Riquet, hraběte z Caramanu a 16. knížete z Chimay. Terezie byla proto vyloučena z císařského dvora. Napoleon také zakázal své ženě jakýkoli kontakt s Thérésií.
Joséphine už Thérésii nikdy nepřijala. Thérésia se stáhla z pařížské veřejnosti a starala se o vzdělání svých jedenácti dětí. Od roku 1815 až do své smrti v roce 1835 žila Thérésia se svou rodinou na zámku Chimay v dnešní Belgii. Tam vedla malý, ale velmi kultivovaný dvůr a podporovala hudebníky jako byli Daniel Auber, Charles de Bériot, Luigi Cherubini, Rodolphe Kreutzer a Maria Malibran.